# 20393 Kevinlane
20393 Kevinlane (1998 MZ8) là một tiểu hành tinh vành đai chính được phát hiện ngày 19 tháng 6 năm 1998 bởi nhóm nghiên cứu tiểu hành tinh gần Trái Đất phòng thí nghiệm Lincoln ở Socorro.